# Кестимське сільське поселення
Кести́мське сільське поселення — колишнє муніципальне утворення в складі Балезінського району Удмуртії, Росія. Адміністративний центр — присілок Кестим.
Розформоване 30 травня 2021 року законом Удмуртської Республіки за 17 травня 2021 року № 49-РЗ через переформування муніципального району на муніципальний округ.
Населення — 959 осіб (2015; 996 в 2012, 994 в 2010).
До складу поселення входять такі населені пункти:
| Населений пункт       | Населення, осіб (2010) | Населення, осіб (2012) |
| --------------------- | ---------------------- | ---------------------- |
| Дома 1186 км, починок | 4                      | 5                      |
| Гордіно, присілок     | 110                    | 112                    |
| Кестим, присілок      | 804                    | 804                    |
| Коровай, присілок     | 29                     | 30                     |
| Котомка, присілок     | 47                     | 45                     |

В поселенні діють середня школа (Кестим), 2 бібліотеки, 2 клуби, 3 фельдшерсько-акушерських пункти, комплексний центр соціального обслуговування населення. Серед підприємств працює ТОВ «Кестимський».